# Dexter's Laboratory: Robot Rampage
Dexter's Laboratory: Robot Rampage est un jeu vidéo d'action et de plates-formes disponible sur Game Boy Color qui permet d'incarner Dexter, le héros de la série Le Laboratoire de Dexter, lequel est confronté à une invasion de robots malveillants dans son laboratoire. Le joueur doit sortir de chaque niveau en vie en se débarrassant de ses ennemis à l'aide de divers gadgets et armes.
Développé par Altron et sorti le 12 juillet 2001 en France, ce jeu est édité par BAM! Entertainment. Il s'agit d'une adaptation du jeu Elevator Action EX, du même développeur, avec des personnages de la série Le Laboratoire de Dexter. Elevator Action EX est lui-même une version remastérisée du jeu Elevator Action pour Game Boy Color.